# Gabriel Sarkissjan
Gabriel Sarkissjan [gabri'ɛl sarkǝs'jan] (armenisch Գաբրիել Սարգսյան, wissenschaftliche Transliteration Gabriel Azati Sargsyan, FIDE-Schreibweise Gabriel Sargissian; * 3. September 1983 in Jerewan) ist ein armenischer Schachspieler.

## Erfolge
1996 wurde er auf Menorca U14-Weltmeister und 1998 in Mureck U16 Europameister. 1999 wurde er Internationaler Meister, 2002 Großmeister. In den Jahren 2000 und 2003 wurde er armenischer Meister. 2006 schaffte er den Durchbruch auf internationaler Ebene. Er gewann erst zwei große Turniere in Dubai bzw. Reykjavík und gewann anschließend mit der armenischen Nationalmannschaft die Goldmedaille bei der Schacholympiade in Turin. Sarkissjan erzielte 10 Punkte aus 13 Partien, wobei er eine Turnierleistung („Performance“) von 2736 Elo-Punkten erreichte. Im März 2007 gewann er ein Großmeisterturnier der Kategorie XV (Elo-Durchschnitt 2607) in Zafra (Spanien) überlegen mit 6,5 Punkten aus 7 Partien, womit er eine außergewöhnlich hohe Performance von 3021 Punkten erzielte.
Bei der Schach-Europameisterschaft 2022 wurde Sarkissjan Zweiter. Mit 8,5 Punkten aus elf Runden war er punktgleich mit dem Sieger Matthias Blübaum, hatte jedoch die schlechtere Feinwertung.
Trainiert wurde er von Aschot Nadanjan. Sarkissjan arbeitet als Sekundant für seinen Landsmann Lewon Aronjan.

## Nationalmannschaft
Sarkissjan nahm mit der armenischen Nationalmannschaft seit 2000 an allen acht Schacholympiaden teil. Er wurde mit der Mannschaft 2006, 2008 und 2012 Olympiasieger und erreichte 2002 und 2004 den dritten Platz, in der Einzelwertung erreichte er 2008 das beste Einzelergebnis am dritten Brett. Außerdem nahm er an den Mannschaftsweltmeisterschaften 2010, 2011 (die er mit Armenien gewann), 2013 und 2015 und den Mannschaftseuropameisterschaften 2007, 2009, 2011 2013, 2015 und 2017 teil. Bei der Mannschafts-EM 2007 erreichte er mit Armenien den zweiten Platz, in der Einzelwertung gewann er 2009 am dritten Brett und erreichte 2011 am vierten Brett den zweiten Platz.

## Vereine
In Armenien spielte Sarkissjan für MIKA Jerewan, mit denen er 2008 und 2009 armenischer Mannschaftsmeister wurde und viermal am European Club Cup teilnahm.
In der deutschen Schachbundesliga spielte er von 2004 bis 2006 für den SV Wattenscheid und von 2006 bis 2009 für den SC Kreuzberg.
In der chinesischen Mannschaftsmeisterschaft 2011 spielte er für Tianjin Nankai University, in der französischen Top 16 von 2004 bis 2006 für Echiquier Nanceien und 2008 für Bischwiller. In Spanien spielt Sarkissjan seit 2005 für die Mannschaft von CA Linex Magic Mérida, mit der er 2006, 2007 und 2009 spanischer Mannschaftsmeister wurde und den European Club Cup 2007 gewann. Die belgische Interclubs gewann er 2008 mit Bredene, den asiatischen Vereinspokal 2008 mit dem Al-Ain Chess Club.